# NGC 883
NGC 883 (другие обозначения — MCG −1-6-90, PGC 8841) — линзовидная галактика в созвездии Кит. Открыта Уильямом Гершелем в 1785 году. Описание Дрейера: «довольно тусклый, довольно маленький, немного вытянутый объект, более яркий в середине, рядом видна двойная звезда».